# Ванюков, Владимир Андреевич
Владимир Андреевич Ванюков (17 [29] июня 1880, Пермская губерния — 31 мая 1957, Москва) — русский и советский ученый химик и металлург, организатор образования, науки и производства в области цветной металлургии. Профессор (1917), Заслуженный деятель науки и техники РСФСР (1945), лауреат Сталинской премии (1946).

## Биография
Родился 17 июня 1880 года в селе Талицком Пермской губернии.
Закончил Алексеевское реальное училище в Перми.
В 1900 году поступил на химическое отделение Томского технологического института Императора Николая II, в 1906 году закончил его. Это был первый выпуск Томского технологического института, его закончили 15 инженеров-механиков и один инженер-химик — В. А. Ванюков. Защитил дипломные работы по двум темам:
1. Опытные плавки на Water Jacketed Copper Furnace, проведённые на Богословском медеплавильном заводе в июле 1905 г.
2. Преимущества и выгоды применение горячего дутья при плавке обожжённых руд и способа плавки сырых руд по принципу Pyritic Smelting сравнительно с существующим на медеплавильном заводе Богословского горного округа.

С октября 1906 по 1909 год он был аспирантом кафедры металлургии ТТИ. С 1909 года вёл занятия на химическом отделении.
Осенью 1910 года по постановлению Совета института В. А. Ванюков командирован за границу на два года. Первый работал в Аахене, у профессора В. Борхаса, а летом практиковался на медных, свинцовых и цинковых заводах Германии. Второй год работал в Бостонском технологическом институте в Америке, у профессоров Г. Гофмана и Р. Ричарда. Летом вёл практические занятия на медных, никелевых, свинцовых и цинковых заводах, обогатительных и золото-извлекательных фабриках США. В результате работы, проделанной В. А. Ванюковым за это время, был открыт и разработан новый метод термического анализа. Во время пребывания в Америке В. А. Ванюков был избран на кафедру металлургии цветных металлов в Варшавский политехнический институт. С 1913 года — доцент Варшавского политехнического института, читал курс по металлургии и обогащению цветных металлов. В октябре 1917 года вместе с Варшавским институтом переведён во вновь организуемый Нижегородский политехнический институт, где после защиты диссертации избирается профессором.
В организуемую на базе горного отделения этого вуза Московскую горную академию не пошёл, принял активное участие в организации Уральского горного института в городе Екатеринбурге; с 1918 года — профессор этого института. С марта 1920 года работал в составе Урало-Сибирской комиссии по восстановлению промышленности.
С мая 1922 по 19 февраля 1926 года В. А. Ванюков в качестве научного консультанта по благородным металлам сотрудничал с Валютным Управлением Наркомфина. За этот период им разработаны новые методы очистки золота хлорированием, при его участии сооружается и пускается в ход плавильно-аффинажная лаборатория, в которой он проводит разработку сплава для новой разменной монеты СССР образца 1926 года, принятого на совещании в Монетном Дворе.
В 1926 году был избиран профессором Московской горной Академии, выступает инициатором создания и деканом факультета цветных металлов, на базе которого в 1930 году был создан Московский институт цветных металлов и золота. Организованная им в 1926 году хорошо оснащённая металлургическая лаборатория при Московской горной академии сыграла большую роль в разработке многих прогрессивных направлений развития цветной металлургии. Преподавал также в Московском институте стали.
Участвовал в создании других научно-исследовательских и проектных баз цветной металлургии. Организованная по его предложению в 1923 году Московская горно-испытательная станция была преобразована в 1929 году в Гинцветмет. При его участии в 1929 году был организован Гипроцветмет, где он был первым техническим директором.
В годы Великой Отечественной войны В. А. Ванюков разработал и внедрил на медеплавильных заводах Казахстана новый способ плавки медных окисленных руд и концентратов, оказывал большую помощь предприятиям Балхаша, Лениногорска, Чимкента, Усть-Каменогорска и др.
В послевоенные годы (1946—1957) основное внимание уделял совершенствованию металлургии меди и никеля, улучшению учебного процесса в МИЦМиЗ.
Скончался 31 мая 1957 года в Москве.

## Научная деятельность
В студенчестве В. А. Ванюков проявляет интерес к познанию физико-химической сущности металлургических процессов. После окончания института изучает и обосновывает процесс рафинирования меди огненным путем и выявляет целесообразность замены древесного угля коксом, что приводит к переводу шахтной медной плавки Урала с древесного топлива на кокс (1904—1906). В 1927—1934 годах принимал участие в составлении «Технической энциклопедии» в 26-и томах под редакцией Л. К. Мартенса, автор статей по тематике «цветные металлы».
Широкую известность в России и за рубежом получают исследования медной плавки с целью снижения содержания меди в отвальных шлаках. Полученные В. А. Ванюковым результаты были использованы Уральской металлургической промышленностью, рядом заводов Америки.
Работы В. А. Ванюкова по обогащению уральских высокозольных углей привели к решению проблемы получения металлургического кокса на Урале (1925 г.). Под его руководством был спроектирован и построен первый в СССР оловянный завод. В. А. Ванюков провёл интенсификацию процесса извлечения ртути на Никитовском заводе (извлечение ртути из сырья было увеличено в 4 раза).
В. А. Ванюковым была решена проблема плавки медных руд Казахстана на сверхбогатые штейны и высококремнистые шлаки.

## Семья
Жена — Анна Ивановна Ванюкова (Широких), дети: Евгений, Андрей (учёный-металлург, создатель «печи Ванюкова»), Лидия.

## Награды, премии и звания
- 1939 — Орден Трудового Красного Знамени
- 1945 — Заслуженный деятель науки и техники РСФСР
- 1946 — Сталинская премия[уточнить], «за коренное усовершенствование метода плавки медных руд Казахстана»[источник не указан 344 дня]
- 1950 — Орден Ленина.